# 下拉马济耶尔
下拉马济耶尔（法語：Lamazière-Basse，法語發音：[lamazjɛʁ bas]）是法国科雷兹省的一个市镇，属于于塞勒区。

## 地理
下拉马济耶尔（45°22'21"N, 2°10'14"E）面积44.04 平方千米，位于法国新阿基坦大区科雷兹省，该省份为法国中南部省份，北起上维埃纳省和克勒兹省，西接多爾多涅省，南至洛特省，东临多姆山省和康塔爾省。
与下拉马济耶尔接壤的市镇（或旧市镇、城区）包括：达尔内、拉普洛、穆斯捷旺塔杜尔、讷维克、帕利斯、圣伊莱尔富瓦萨克、圣伊莱尔吕克、圣庞塔莱翁-德拉普洛。

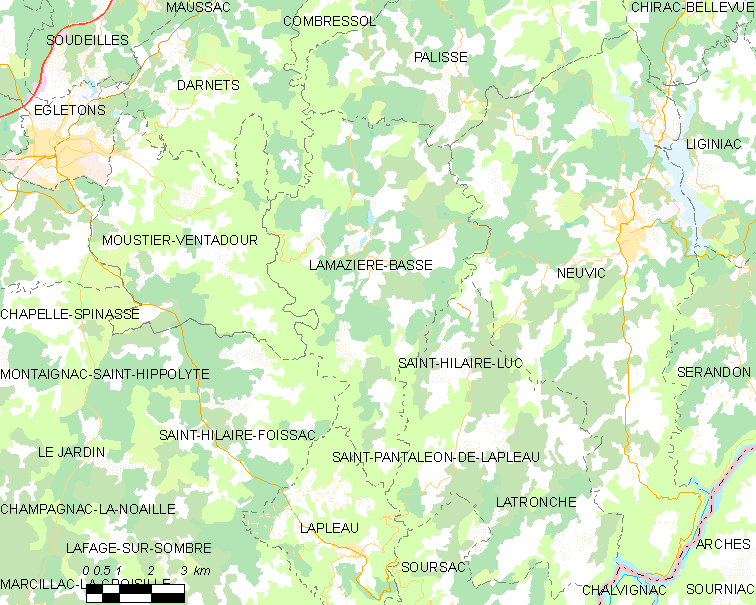
下拉马济耶尔的OSM定位图

下拉马济耶尔的时区为UTC+01:00、UTC+02:00（夏令时）。

## 行政
下拉马济耶尔的邮政编码为19160，INSEE市镇编码为19102。

## 政治
下拉马济耶尔所属的省级选区为上多尔多涅县。

## 人口

1962-2008年间下拉马济耶尔人口变化图示

下拉马济耶尔于2022年1月1日时的人口数量为281人。